# 비토 안투오페모
비토 안투오페모(Vito Antuofermo, 1953년 2월 9일 ~ )는 이탈리아의 배우, 권투 선수이다.

## 영화
- 좋은 친구들 (1990)
- 대부 3 (1990)
- 세상은 요지경 (1991)
- 뉴욕 캅 (1993, New York Cop)
- The Mouse (1996)
- 헬스 키친 (1998)